# Malwina Mul
Malwina Mul (Leżajsk, 28 februari 2004) is een Pools wielrenster. 

## Carrière
Als juniore nam Mul tweemaal deel aan het wereldkampioenschap op de weg, met een zesde plaats in 2022 als beste uitslag.
In 2023 maakte Mul de overstap naar MAT Atom Deweloper Wrocław. Namens die ploeg won ze in april van dat jaar een etappe in de Gracia Orlová en een maand later een rit in de Tour de Feminin. In 2024 nam ze weer deel aan het wereldkampioenschap, ditmaal bij de eliterensters. Ze reed de wegwedstrijd niet uit. Twee weken eerder was ze op plek 28 in de wegwedstrijd op het Europese kampioenschap geëindigd. 
In januari 2025 werd Mul, achter Antonina Białek, tweede in het nationale kampioenschap veldrijden. In mei van dat jaar werd ze, achter haar landgenote Karolina Kumięga, tweede in de Ronde van Estland.

## Overwinningen
2023
4e etappe Gracia Orlová
2e etappe Tour de Feminin
2025
Punten- en jongerenklassement Tour de Feminin

## Resultaten in voornaamste wedstrijden
| Jaar |  | WK op de weg |
| ---- |  | ------------ |
| 2024 |  | opgave       |

## Ploegen
- 2023 –  MAT Atom Deweloper Wrocław
- 2022 –  MAT Atom Deweloper Wrocław
- 2025 –  MAT Atom Deweloper Wrocław